# پرچم کابان
پرچم کابان برای اولین بار در ۱۰ فوریه ۱۹۱۹ به رسمیت شناخته شد.به عنوان پرچم ملی و نشان غیر نظامی شناخته می‌شود و همچنین دارای تناسب ۲:۳ می‌باشد.